# Сулошова (гмина)
Сулошова (пол. Sułoszowa) — сельская гмина (волость) в Польше, входит как административная единица в Краковский повет, Малопольское воеводство. Население — 5904 человека (на 2004 год). Административным центром гмины является село Сулошова.

## Демография
| Перепись                       | Всего   | Всего | Женщины | Женщины | Мужчины | Мужчины |
| ------------------------------ | ------- | ----- | ------- | ------- | ------- | ------- |
| Единицы                        | человек | %     | человек | %       | человек | %       |
| Население                      | 5904    | 100   | 2954    | 50      | 2950    | 50      |
| Плотность населения (чел./км²) | 110,6   | 110,6 | 55,3    | 55,3    | 55,3    | 55,3    |

## Населённые пункты
Сулошова, Вельможа, Воля-Калиновская.

## Соседние гмины
1. Гмина Ежмановице-Пшегиня
2. Гмина Олькуш
3. Гмина Скала
4. Гмина Тшичёнж